# Cuscute d'Europe
Cuscuta europaea
Espèce
Classification phylogénétique
La Cuscute d'Europe ou Grande Cuscute (Cuscuta europaea) est une espèce de plantes grimpantes parasites de la famille des Cuscutacées selon la classification classique de Cronquist (1981), originaire d'Europe.
Les derniers travaux phylogénétiques incorporent maintenant le genre Cuscuta dans les Convolvulacées.
La cuscute est notamment parasite de la luzerne, de l'ortie dioïque.

## Distribution

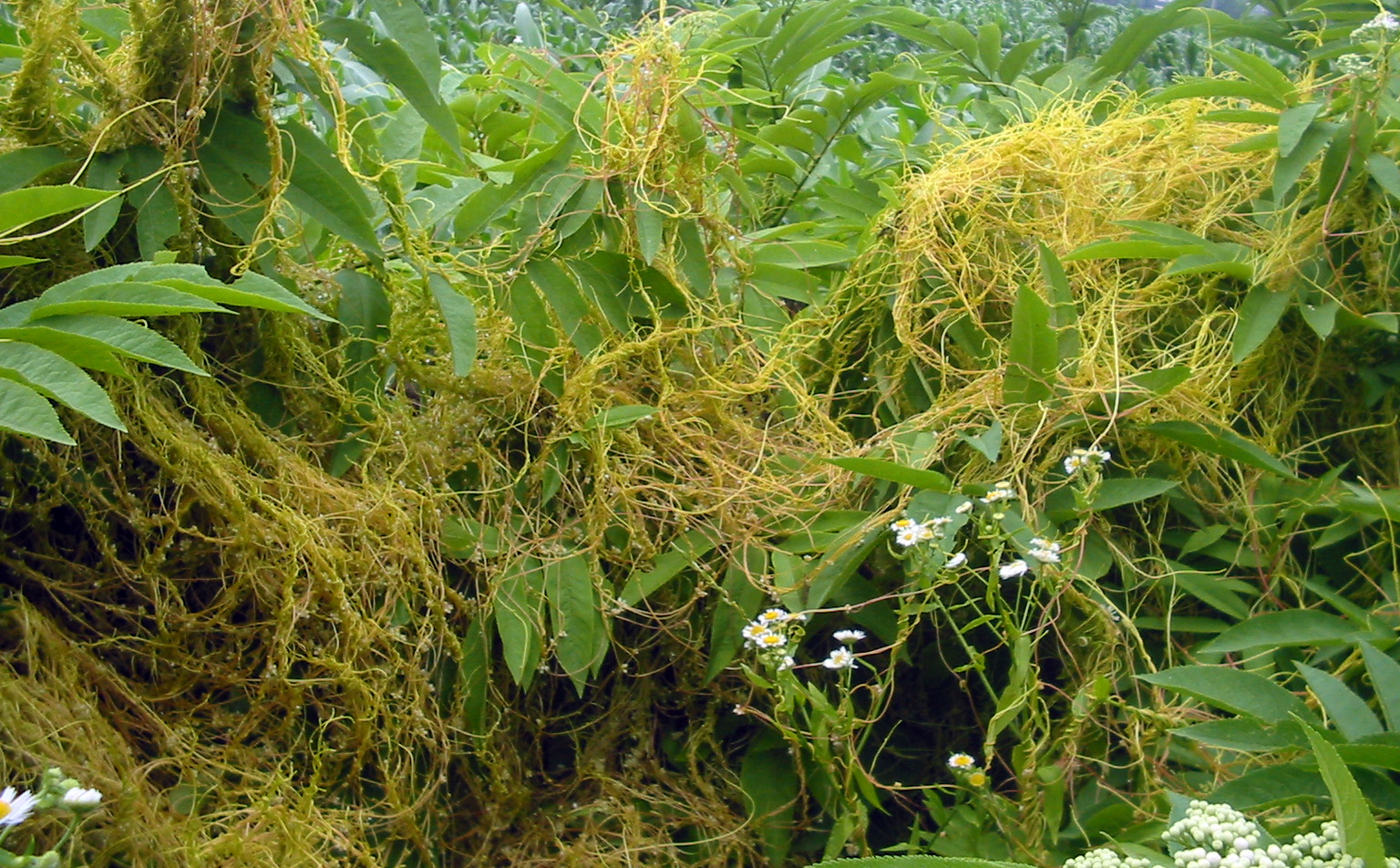
Cuscute d'Europe

Cuscuta europaea est indigène en Europe et présente dans tous les pays européens y compris la Russie et ses territoires de Sibérie et de l'Extrême-Orient russe. On la rencontre également ailleurs dans une grande partie de l'Asie (Turquie, Jordanie, Afghanistan, Iran, Inde, Pakistan, Mongolie, Chine, Japon), en Afrique du Nord (Algérie), en Amérique du Nord (États-Unis) et en Nouvelle-Zélande,.

## Taxinomie

### Synonymes
Selon Catalogue of Life (17 octobre 2014) :
- Cassytha major S. F. Gray ;
- Cuscuta aggregata Roxb. ;
- Cuscuta brachystyla C. Koch ;
- Cuscuta capillaris Edgew. ;
- Cuscuta epicnidea Bernh. ;
- Cuscuta epithymum Thuill. ;
- Cuscuta epitriphyllum Bernh. ;
- Cuscuta europaea var. barbuvea ;
- Cuscuta europaea subsp. nefrens ;
- Cuscuta halophila Engelm. ;.
- Cuscuta halophyta Fries ;
- Cuscuta hyalina Boiss. ex Engelm. ;
- Cuscuta ligustri Areschoug ;
- Cuscuta major Bauhin ;
- Cuscuta monogyna Schmidt ex Engelm. ;
- Cuscuta schkuhriana Pfeiff. ;
- Cuscuta segetum Rota ;
- Cuscuta tetrandra Moench. ;
- Cuscuta tetrasperma Jan ex Engelm. ;
- Cuscuta tubulosa J. & C. Presl ;
- Cuscuta urceolata Stokes ;
- Cuscuta viciae F. Schultz ex Des Moul. ;
- Cuscuta vulgaris Gaterau ;
- Cuscuta vulgaris Pers.

### Liste des sous-espèces et variétés
Selon Tropicos (17 octobre 2014) (Attention liste brute contenant possiblement des synonymes) :
- Cuscuta europaea subsp. halophyta (Fr.) Hartm.
- Cuscuta europaea var. conocarpa Engelm.
- Cuscuta europaea var. epithymum L.
- Cuscuta europaea var. europaea
- Cuscuta europaea var. indica Engelm.

## Plantes hôtes
La gamme de plantes hôtes de Cuscuta europaea est relativement vaste, ce parasite ayant une faible spécifité d'hôte, mais est assez mal documentée. Les familles les plus touchées seraient les Asteraceae, Fabaceae et les Chenopodiaceae. La grande ortie (Urtica dioica) est un hôte particulièrememt favorisé.
Parmi les plantes cultivées, la betterave sucrière, l'oignon, le houblon et la luzerne sont particulièrement affectées. Les fleurs de cuscutes se propagent en émettent un grand nombre de graines minuscules qui germent les années suivantes.